# Nevio Giangolini
Nevio Giangolini (Rimini, 19 aprile 1920 – ...) è stato un calciatore italiano, di ruolo attaccante.

## Caratteristiche tecniche
Giocava come centravanti.

## Carriera
Nella stagione 1937-1938 ha giocato nel Dopolavoro Ferroviario Rimini; passa poi al Siena, con cui nella stagione 1938-1939 segna 4 gol in 6 presenze in Serie B. Nella stagione 1939-1940 gioca invece 7 partite di campionato e segna 2 reti; rimane in rosa con i bianconeri toscani anche nella stagione 1940-1941, nella quale non gioca nessuna partita ufficiale.
Al termine di questo campionato viene ceduto in prestito alla Borzacchini Terni, società di Serie C; con gli umbri nella stagione 1941-1942 gioca 24 partite di campionato, durante le quali realizza in tutto 11 reti. Nel 1942 torna per fine prestito al Siena, con cui nella stagione 1942-1943 torna a giocare in Serie B; per il secondo anno consecutivo chiude il campionato in doppia cifra, segnando 10 gol in 25 presenze.
Durante la stagione 1943-1944 gioca invece 10 partite in Divisione Nazionale con il Forlimpopoli, con cui segna anche 6 reti.
Dopo la fine della Seconda guerra mondiale va a giocare nel Foggia, con cui segna 8 gol in 17 presenze nella stagione 1945-1946 (in Serie C) e 4 gol in 9 presenze nella stagione 1946-1947, disputata in Serie B. A fine stagione si trasferisce alla Pro Vasto; con gli abruzzesi segna 10 reti in 16 presenze in Serie C nella stagione 1947-1948 e successivamente 14 reti in 22 presenze nella stagione 1948-1949, giocata in Promozione (il massimo livello dilettantistico dell'epoca). Nel 1949 si trasferisce poi al Rimini, squadra della sua città natale, con cui va a segno per 14 volte in 32 presenze in Serie C nel corso della stagione 1949-1950.
Dal 1950 al 1952 Giangolini veste la maglia del Città di Castello, con cui gioca due campionati consecutivi in Promozione: nel primo segna 20 gol in 32 presenze, mentre nel secondo va a segno 4 volte in 17 apparizioni; torna quindi al Rimini, con cui nella stagione 1952-1953 gioca altre 4 partite in Promozione, ricoprendo in contemporanea anche il ruolo di allenatore della squadra; chiude la carriera dopo aver giocato un'ulteriore stagione in Promozione con il Palmi.